# Боровац (община Соколац)
Боровац (на сръбски: Боровац) е село в Босна и Херцеговина, разположено в община Соколац, в ентитета на Република Сръбска. Населението му според преброяването през 2013 г. е 16 души, от тях: 16 (100 %) бошняци.

## Население
Численост на населението според преброяванията през годините:
- 1961 – 84 души
- 1971 – 103 души
- 1981 – 119 души
- 1991 – 117 души
- 2013 – 16 души